# Sabine Richter
Sabine Richter (Frankfurt am Main, 18 juli 1966) is een atleet uit Duitsland.
Wereldkampioenschappen atletiek 1991
Richter liep op de Olympische Zomerspelen van Seoul in 1988 voor West-Duitsland de 100 meter sprint, en de 4x100 meter estafette.
Met het estafette-team werd ze vierde in de finale.

## Persoonlijk record
| Onderdeel | Resultaat | Jaar |
| --------- | --------- | ---- |
| 100 m     | 11.49     | 1988 |
| 4x100 m   | 41.91     | 1991 |

| Onderdeel | Resultaat | Jaar |
| --------- | --------- | ---- |
| 60 m      | 7.31 s    | 1989 |

- World Athletics: 14366421